# Giocasta Kussrow i Corma
Giocasta Kussrow i Corma (i també Giocasta K. Corma o Giocasta Corma, Barcelona, 4 de febrer de 1923 - Mendoza, Argentina, 11 de setembre de 1977) fou una pianista catalana. Era filla de la mestra i pianista Ernestina Corma i el periodista uruguaià Carlos Kussrow, i germana del també pianista Carles Kussrow i Corma, una mica més gran que ella. La seva precocitat, reconeguda pels músics més importants del seu temps, la van fer molt popular i aplaudida des de la infància.

## Formació
Educada inicialment en la formació pianística per la seva mare i al costat del seu germà, un altre talent precoç, va ser becada des dels tres anys per la Diputació i l'Ajuntament de Barcelona per seguir la seva formació musical. Fou alumna del professor Frank Marshall i també de Maria Davalillo, d'Alfred Cortot, Emil von Sauer, Jacques Thibaud i Georges Dandelot. Els nens i la seva família vivien al barri barceloní d'El Guinardó.

## Carrera musical
De molt petita, al costat del seu germà més gran, actuà a l'Institut de Cultura i Biblioteca Popular de la Dona i a l'Ateneu Barcelonès interpretant composicions de Bach, Beethoven, Mozart o Granados. La seva popularitat portà tots dos germans a tocar el 1928 al Palau Reial davant dels reis i amb l'Orquestra Simfònica de Madrid, sota la direcció d'Enrique Fernàndez Arbós; l'any següent, després d'una llarga gira per Roma, participaren a Barcelona en els concerts que es feien amb motiu de l'Exposició. Als set anys debutà amb l'Orquestra de Pau Casals, tancant la temporada de l'Associació Obrera de Concerts al Palau de la Música.
Els anys següents tot dos germans van fer gires per Madrid, Andalusia, París, i actuaren amb la Banda Municipal, dirigida per Joan Lamote, sense deixar d'acudir a les convocatòries de les diverses associacions musicals del país o de participar en els festivals de la seva escola, l'institut Feminal. El 1933, juntament amb el seu germà, obtingué el Diploma de Honor –màxim guardó per a pianistes menors de 16 anys– en el Concurs Internacional de piano de Viena, davant d'un jurat format per Clemens Krauss, Wilhelm Backhaus, Maurice Rossenthal, Arthur Rubinstein, Isidor Phillip o George Enescu, entre d'altres, i participà en els Concerts de Tardor de l'Orquestra Pau Casals, dirigida per Emil Cooper.
Així, doncs, al 1935, amb dotze anys, Giocasta Corma ja havia actuat a les sales de concert de Barcelona, París, Madrid, Roma o Viena, ja fos en solitari o bé amb el seu germà, amb agrupacions musicals com la Banda Municipal de Barcelona, l'Orquestra Pau Casals, l'Orquestra de Concerts Lamoureux, l'Orquestra dels Concerts Colonne de París, l'Orquestra Simfònica de Madrid, dirigides per mestres com el mateix Pau Casals, Enrique Fernández Arbós, Joan Lamote de Grignon, Piero Coppola o Emil Cooper. 
L'any 1938 es casà amb el director i violoncel·lista Ernest Xancó, amb qui havia coincidit repetidament als escenaris. El 14 febrer de 1939 naixia la seva filla Elsa a París; després naixeria Tristan. Algú amb el seu nom figura a la llista d'espanyols republicans que van viatjar fins a Valparaíso (Chile) en el vaixell Winnipeg, però a començament dels anys quaranta encara era a Barcelona, on actuà amb el seu marit, fins al 1944, en què es traslladen a Sud-amèrica per tocar a Buenos Aires i reunir-se amb la seva mare i el seu germà. El 1947, mentre col·laborava a l'acadèmia per a pianistes que Ernestina Corma acabava de crear, conegué el violinista Enrique Iniesta Cano, amb qui contragué un segon matrimoni i tingué tres fills, Javier Ignacio, Maria Paz i Victòria.
En anys successius Giocasta Corma visqué a Santiago de Xile, on participà en concerts de cambra dels Festivales de Música Xilena i col·laborà com a solista amb l'Orquesta Filarmónica de Chile en diferents actuacions pel continent americà. A partir de 1967 dirigí una acadèmia de música a Mendoza (Argentina), on morí l'any 1977, quan només tenia 54 anys.